# 谷本光
谷本光（たにもと ひかる、1984年6月18日 - ）は、日本のギタリスト。

## 人物
アコースティック・ギター1本のみで様々な楽器の音を表すギターの限界を超えた超絶技法を操る 《アコースティック・トリック・ギタリスト》。
16歳からギターを始めわずか1年でプロ活動開始。谷村新司・渡辺美里・夏川りみ・松浦亜弥・平原綾香などのバックギタリストとしての参加、日産・国民健康保険・セガCM/ゲーム音楽を担当、欧米・アジアの国際フェスに招聘されるなど海外からの評価も高い。

## 演奏スタイル

### 谷本光が使いこなす特殊奏法
- 三線奏法
- 三味線奏法
- ドラム奏法
- 和太鼓奏法
- アフリカンパーカッション奏法
- DJスクラッチ奏法
- シタール奏法
- スティールパン奏法
- 琴奏法
- テクノビート奏法
- ヒップホップ奏法
- タッピング奏法
- タッピングハーモニクス奏法
- スラップベース奏法
- ピアノ（両手タッピング）奏法
- チャイム奏法
- 時報奏法
- バードボイス奏法
- ハウス奏法
- 木琴・鉄琴奏法
- ハープ奏法
- スパニッシュ奏法
- クラシカル奏法
- スラム奏法

## 略歴
16歳からギターを始め毎日18時間練習し、様々なコンテストで入賞する。副賞でロサンゼルスに短期留学する。
高校在学中の17歳からプロ活動を開始し各音楽雑誌から「文句無しに世界レベル！」「末恐ろしい17歳がデビューした」と評される。高校卒業後、自身で有限会社サンクストゥミュージックを設立。国民健康保険、日産自動車などのTVCM・映像音楽を手掛ける。
フジロックフェスティバル（2003・2004）・ライジング・サン・ロックフェスティバル（2002・2004）に出演。TV番組・コンサート・レコーディングなどで《谷村新司・渡辺美里・夏川りみ・秋川雅史・松浦亜弥・平原綾香・千住明・より子・ジェロ・Chage・alan・手嶌葵・Rin・斉藤恒芳・鈴木康博・山本潤子》のバックギタリストとして参加する。
渡辺美里と共演した際に「歌い手が歌いたくなる気持ちをかきたててくれる素晴らしいギタリスト。彼をこのままレコーディングスタジオに連れて帰ってもいいですか?」と本人からスカウトされアルバム「Dear My Songs〜うたの木〜」にて「BELIEVE」の編曲&ギターで参加。札幌芸術の森にて開催された25周年野外イベントにもゲスト出演。
谷村新司から「バックがヒカル君のギターじゃなければ（24時間テレビで）いい日旅立ちは歌わない」と指名を受け2008年の24時間テレビ 愛は地球を救う31・日本武道館会場にて「いい日旅立ち」をギター1本にアレンジしてバックギタリストを務める。
全世界で5000万枚以上売れているセガ・ソニック・ザ・ヘッジホッグシリーズの「ソニックと暗黒の騎士(Wii)」の音楽の作曲・編曲でゲームBGM&サウンドトラックに7曲参加する。
音楽雑誌「スイングジャーナル」誌上で日本人ギタリスト人気ランキングTOP20にランクイン。
中国上海で行われた世界最大級のミュージックメッセ「ミュージックチャイナ2009」、ドイツ・フランクフルトで行われた世界最大級のミュージックメッセ「ムジークメッセ2010」、韓国で行われた国際的イベント「MUSIC KOREA2010」、ドイツ・ミュンヘンで行われた「ジャパンフェスティバル」のメインゲストとしてそれぞれ出演。

## ディスコグラフィー
- 1st album [Thanks To Music!!]
- 2nd album [Heaven's Grace]
- 1st DVD [Shadows and Lights]

## 出演

### ラジオ
- AIR-G「Thanks to Music!!(2007年10月～2009年3月)」 - パーソナリティを担当。

## 掲載
- アコースティックギターマガジン
  - Vol.29、谷本光2P紹介記事・楽譜掲載（CD音源付）
  - Vol.37、谷本光紹介記事。
- 月刊 Go!Go!GUITAR
  - 2008年10月号増刊 極楽ソロギターサウンド2008にて紹介記事・「大きな古時計（CD音源付）」編曲・譜面・解説掲載。
  - 2009年11月号増刊 極楽ソロギターサウンド2009にて紹介記事・5人のプロギタリストがヤマハのエレアコを弾く企画で谷本光2P掲載（CD音源付）